# HTTrack Website Copier
HTTrack Website Copier (kurz „HTTrack“) ist eine freie Software, mit deren Hilfe Kopien ganzer Websites in einem lokalen Verzeichnis, z. B. auf einer Festplatte, erstellt werden können. Die Struktur der Verlinkung bleibt dabei funktionsfähig.

## Details
Das Programm ist als freie Software unter der GNU General Public License (kurz GPL) veröffentlicht.
Anwendungsmöglichkeiten von HTTrack sind z. B. Offline-Kopien von Webseiten für Rechner ohne Internetanbindung sowie die Sicherung von Webinhalten zwecks Archivierung, z. B. vor der Abschaltung einer Website.
Archivierte Seiten können aktualisiert und unterbrochene Downloads fortgesetzt werden. Durch Filterlisten lassen sich bestimmte Dokumententypen ein- oder ausschließen.
Für das Herunterladen nutzt HTTrack einen sogenannten Webcrawler. Sofern nicht ausgeschaltet, werden die Vorgaben der robots.txt beachtet. Auch Verweise (englisch links) innerhalb von Flash- und Java-Anwendungen (oder applets), sowie solche, die durch einfache JavaScripte erzeugt wurden, werden ausgeführt.
Neben der Befehlszeilenversion gibt es Varianten mit grafischer Bedienoberfläche – „WinHTTrack“ für Windows (ab Windows 2000) und „WebHTTrack“ für unixähnliche Systeme (wie Linux, Unix, BSD und Mac). Die Windows-Version ist in 32 oder 64 Bit und jeweils auch als Portable Software erhältlich. Die Bedienoberfläche kann jeweils neben Englisch in verschiedene andere Sprachen eingestellt werden. Weiterhin ist eine Version für das Android-Betriebssystem verfügbar.
Von einem anderen Autor existiert für Linux eine ähnliche Bedienoberfläche wie WinHTTrack, das Projekt heißt HTTraQt.